# Incana incana
Prínia-de-socotra ou felosa-de-socotorá (Incana incana) é uma espécie de ave da família Cisticolidae. É a única espécie do género Incana.
É endémica de Iémen.
Os seus habitats naturais são: matagal árido tropical ou subtropical e matagal tropical ou subtropical de alta altitude.
Está ameaçada por perda de habitat.